# Cathy McMorris Rodgers
Cathy Anne McMorris Rodgers (ur. 22 maja 1969 w Salem) – amerykańska polityczka, członkini Partii Republikańskiej.

## Działalność polityczna
Od 3 stycznia 2005 jest przedstawicielką 5. okręgu wyborczego w stanie Waszyngton w Izbie Reprezentantów Stanów Zjednoczonych.